# Carlos Ripoll y Martínez de Bedoya
Carlos Ripoll y Martínez de Bedoya (ur. 5 kwietnia 1958 w Palma de Mallorca) – hiszpański polityk związany z Balearami, prawnik, w latach 1999–2004 eurodeputowany V kadencji, senator.

## Życiorys
Z wykształcenia prawnik, z zawodu adwokat. Związany z samorządem miejskim w Palma de Mallorca. Był radnym, rzecznikiem partyjnego klubu, a także pierwszym zastępcą burmistrza tego miasta. Pełnił funkcję sekretarza generalnego w lokalnych strukturach Partii Ludowej.
W wyborach w 1999 z listy Partii Ludowej uzyskał mandat posła do Parlamentu Europejskiego V kadencji. Należał do grupy chadeckiej, pracował w Komisji Polityki Regionalnej, Transportu i Turystyki. W PE zasiadał do 2004.
Zrezygnował na kilka miesięcy przed końcem kadencji w związku z wyborem w skład hiszpańskiego Senatu VIII kadencji (2004–2008).